# The Secretary of Frivolous Affairs
The Secretary of Frivolous Affairs è un film muto del 1915 diretto da Thomas Ricketts che firma anche la sceneggiatura basata sull'omonimo romanzo di May Peel Futrelle pubblicato a Indianapolis nel 1911.

## Trama
Loulie, ragazza della buona società che si trova in difficoltà finanziarie, viene assunta dalla signora Hazard per controllare i suoi due figli, Hap e Laura, e le loro relazioni amorose. Loulie fa subito amicizia con i due giovani ma, quando i loro ospiti cominciano a perdere dei gioielli, la ragazza suscita qualche sospetto. Inizialmente, però, il principale sospettato è Winthrop, il fidanzato di Laura. Nella notte, avendo sentito dei rumori, Loulie interrompe una banda di ladri che sta rubando le opere d'arte della famiglia Hazard. I banditi rapiscono Loulie ma lei riesce fuggire e viene trovata da Hap sulla spiaggia. Più tardi, un investigatore, Thomas, sorprende il duca de Trouville mentre sta scappando con i quadri degli Hazard. Con l'aiuto di Hap, Thomas cattura il ladro e i suoi complici. Winthrop viene riabilitato e Hap sposa Louie.

## Produzione
Il film fu prodotto dalla American Film Manufacturing Company che comperò i diritti del romanzo dalla Bobbs-Merrill Company. Le riprese del film terminarono a fine primavera 1915.

## Distribuzione
Il copyright del film, richiesto dalla American Film Mfg. Co., fu registrato il 12 luglio 1915 con il numero LU5784.
Distribuito dalla Mutual, il film uscì nelle sale cinematografiche statunitensi l'8 luglio 1915.
Non si conoscono copie ancora esistenti della pellicola che viene considerata presumibilmente perduta.